# Bunte Winkerzikade

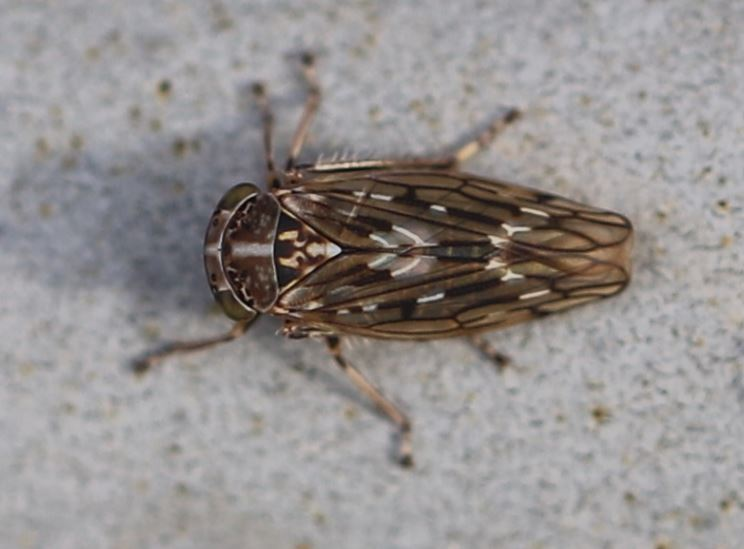
Dorsalansicht

Die Bunte Winkerzikade (Stenidiocerus poecilus) ist eine Zwergzikade aus der Unterfamilie der Eurymelinae.

## Merkmale
Die dunkelbraun-weiß gemusterten Zikaden werden 4,8–6 mm lang. Die Flügeladern weisen ein dunkelbraun-weißes Farbmuster auf. Über den Halsschild verläuft mittig ein breiter heller Längsstreifen. Das Schildchen weist ein charakteristisches Muster auf.

## Ähnliche Arten
- Bärtige Winkerzikade (Idiocerus herrichii) – sehr ähnlich; heller Randstreifen an der Innenseite der Facettenaugen; geringfügig größer

## Vorkommen
Stenidiocerus poecilus ist eine westpaläarktische Art. In Europa ist sie weit verbreitet. Im Norden reicht das Vorkommen bis nach Fennoskandinavien. In Großbritannien ist die Art ebenfalls vertreten. Im Süden reicht das Vorkommen in den Mittelmeerraum und bis nach Nordafrika, im Osten bis in den Nahen Osten und Westasien.

## Lebensweise
Die Zikadenart lebt monophag von der Schwarz-Pappel (Populus nigra). Die Imagines fliegen ab Mitte Juli, überwintern und sind dann im Folgejahr noch bis Mitte Juni zu beobachten. Die Überwinterung findet an Koniferen und immergrünen Pflanzen statt. Die Art gilt in Deutschland als nicht-gefährdet.